# روبرت مامبو مومبا
روبرت مامبو مومبا (بالإنجليزية: Robert Mambo Mumba) هو لاعب كرة قدم كيني في مركز الوسط، ولد في 25 أكتوبر 1978 في مومباسا في كينيا. شارك مع منتخب كينيا لكرة القدم. أما مع النوادي، فقد لعب مع نادي أوربرو ونادي دلكورد ونادي غينت ونادي فيكينغ ونادي هكن.

## وصلات خارجية
- روبرت مامبو مومبا على موقع قاعدة بيانات كرة القدم.إي يو (الإنجليزية)
- روبرت مامبو مومبا على موقع ناشيونال فوتبول تيمز (الإنجليزية)
- روبرت مامبو مومبا على موقع Soccerway.com (الإنجليزية)